# Коврай (Чернобаевский район)
Коврай (укр. Коврай) — село в Чернобаевском районе Черкасской области Украины.
Население по переписи 2001 года составляло 253 человека. Почтовый индекс — 19953. Телефонный код — 4739.

## Местный совет
19952, Черкасская обл., Чернобаевский р-н, с. Приднепровское, ул. Ленина, 22

## История
Есть на карте 1826—1840 годов как Каврайский.
В 1862 году на хуторе владельческом Каврайские хутора было 42 двора где проживали 367 человек (164 мужского и 203 женского пола)